# Justin Street
 (février 2012).
Si vous disposez d'ouvrages ou d'articles de référence ou si vous connaissez des sites web de qualité traitant du thème abordé ici, merci de compléter l'article en donnant les références utiles à sa vérifiabilité et en les liant à la section « Notes et références ».
Pour les articles homonymes, voir Street (homonymie).
Justin Street est le bassiste du groupe de hard rock australien Airbourne, qu'il a rejoint en 2003.

## Biographie
Né le 6 avril 1986, Justin Street recherchait à l'époque (au début des années 2000) un groupe prêt à jouer à Melbourne, capitale de l'état de Victoria (où le groupe grandit), il est également le successeur du bassiste Adam Jacobson. Justin joua sur tous les albums d'Airbourne sauf sur le premier EP Ready to Rock sorti en 2004 uniquement en Australie où le bassiste est Adam Jacobson.